# 游戏机实用技术
《游戏机实用技术》（Ultra Console Game，俗称「UCG」）是中国大陆的一家专注游戏机游戏的杂志，为2014年中国大陆发行量最大的电子游戏杂志 。杂志创刊于1998年，致力于报道电视游戏和掌机游戏领域的相关资讯，主要涉及各类流行的家用游戏机、掌上游戏机及其游戏的介绍。每期赠送DVD一张。从2012年开始,杂志社也将DVD的内容上传至bilibili，AcFun等平台。2015年起与前旗下论坛level-up成员新建立的游戏网站游戏时光开始合作并合并。2020年3月，游族网络通过旗下子公司以800万人民币收购了《游戏机实用技术》运营方深圳市西域图文设计有限公司的70%股份，达成控股。2021年结束与游戏时光的合作。2022年2月，因管理部门要求延期出版，被看作为停刊。

## 发展历程
《游戏机实用技术》创始于1998年6月，初期为双月刊，内容以介绍街机为主，但随后转型为游戏机专题杂志。1999年7月杂志转为月刊；2001年5月杂志改为半月刊，并确立了现今的Logo。由以前的发行量只有数千的月刊发展为发行量过30万的半月刊。
《游戏机实用技术》除主刊外，旗下有《掌机王SP》、《游戏·人》、《游戏光环DVD》、《游戏城寨》等多本刊物。
原零售价格人民币9.8元，附赠赠品与VCD（游戏光环Gamehalo）。之后VCD变为MiniDVD，价格不变。然后涨价至12元，将MiniDVD改为标准4.7GB DVD。在2009年2月下旬时再度降回的9.8元，DVD规格不变，但不再赠送赠品。截止2012年12月杂志定价为12元。后因因印刷成本等原因从2013年1月A期开始杂志售价上调为14元。2015年7月A期（第373期）售价涨至16元。
在2022年初停刊后，《游戏机实用技术》在同年3月改为按季度推出了“2022春季攻略特刊”，并不再继用此前杂志的期号。此外每本攻略特刊定价涨至78元。

## 栏目构成
杂志现主要分为“新闻资讯”、“实用技术”、“游戏文化”、“读编交流”四大板块，由“游戏情报站”、“前线狙击”、“攻略透解”、“研究中心”、“游戏立方”、“特别企划”、“读编往来”、“小编寄语”、“发售表”等栏目组成。

## 合刊和增刊
一般情况下，每年定期出两本合刊，分别是春节合刊和TGS合刊（即秋季合刊）。有时会有夏季增刊，大多数在E3期间。在某些时候一些读者认为这种合刊，增刊属于变相加价。
在杂志每满50期的时候，杂志会发行增刊，现已发行逾500期。

## 外部連結
- 官方网站（简体中文）
- 游戏机实用技术的新浪微博